# Instytut Archeologii i Etnologii Polskiej Akademii Nauk

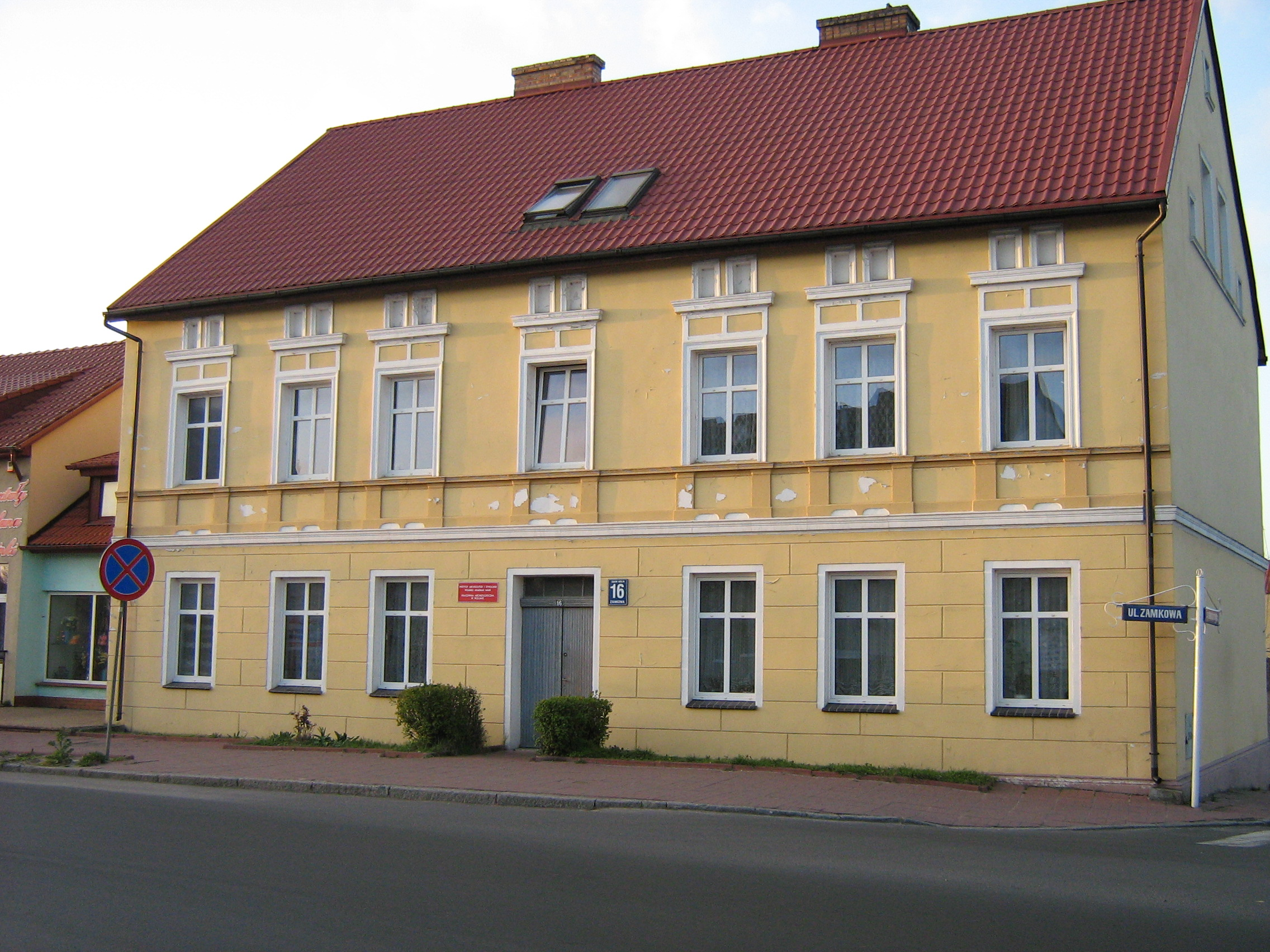
Instytut Archeologii i Etnologii PAN. Ośrodek w Wolinie

Instytut Archeologii i Etnologii Polskiej Akademii Nauk – instytut badawczy Polskiej Akademii Nauk utworzony w 1949 w Warszawie. Instytut ma siedzibę w kamienicy Jacobsona przy alei „Solidarności” 105.

## Opis
Instytut powstał 19 listopada 1953 z przekształcenia istniejącego od 1949 Kierownictwa Badań nad Początkami Państwa Polskiego i do 1992 nosił nazwę Instytutu Historii Kultury Materialnej.
Do statutowych zadań ośrodka należy integrowanie badań naukowych z zakresu wiedzy o dziejach i społeczeństwie, z naciskiem na archeologiczno-historyczno-kulturową metodę działań.

## Dyrektorzy
- Marian Rębkowski (od 2019)[1]
- Jerzy Maik (2015-2019)[2]
- Andrzej Buko (2007-2015)[3]
- Romuald Schild (1990-2007)[4]
- Witold Hensel (1954-1989)[5]
- Kazimierz Majewski (1953-1954)[5]